# Aigaion Pelagos
Il Thema del Mar Egeo (in greco θέμα τοῦ Αἰγαίου Πελάγους?, thema tou Aigaiou Pelagous) fu uno dei themata dell'Impero Bizantino. Comprendeva le isole del Mar Egeo settentrionale, e fu costituito a metà del IX secolo. In quanto uno dei tre themata navali dell'Impero bizantino (in greco: θέματα ναυτικᾶ), serviva principalmente a fornire navi e truppe alla marina bizantina, ma costituiva anche una circoscrizione amministrativa civile. Durante il X secolo era diciannovesimo su trentuno in ordine di importanza nell'Impero Bizantino, e forniva all'Impero un buon numero di dromoni. Il suo strategos guadagnava dieci libbre d'oro all'anno. Il thema Aigaion Pelagos si dissolse nel 1204 a causa della caduta di Costantinopoli per mano dei crociati durante la Quarta crociata.

## Origini
Le origini del thema vanno individuate nella provincia romana civile tardo antica delle "Isole" (Insulae; in greco Nῆσοι?, Nēsoi), che comprendeva le isole dell'Egeo sud-orientale e orientale fino a Tenedos. Il termine "Aigaion Pelagos" è attestato per la prima volta come circoscrizione amministrativa agli inizi dell'VIII secolo, come attestato dai sigilli di alcuni dei suoi kommerkiarioi. Un sigillo, datato al 721/722, attesta la presenza di un ufficiale con giurisdizione estesa a tutte le isole greche, implicando probabilmente un'estensione dell'antica provincia anche alle isole dell'Egeo settentrionale e occidentale. Militarmente, le isole egee caddero sotto il controllo dei corpi dei Karabisianoi e successivamente del Thema dei Cibirreoti nel corso del VII e VIII secolo.
A partire dal tardo VIII secolo, tuttavia, due comandi separati compaiono nell'Egeo: il drungarios del Mar Egeo (Aigaion Pelagos), controllante apparentemente la metà settentrionale, e il droungarios "delle Dodici Isole" (Dodekanesos) o "del Golfo" (Kolpos), sotto la cui giurisdizione cadeva la metà meridionale. Quest'ultimo comando si trasformò gradualmente nel thema di Samos, mentre il primo si trasformò nel thema del Mar Egeo, comprendendo sia le isole dell'Egeo settentrionale che i Dardanelli e le coste meridionali della Propontide.

## Storia

Themata bizantini nel 1045.

Si ritiene che il thema del Mar Egeo sia stato costituito nell'843: il suo strategos (governatore militare) non compare nel Taktikon Uspenskij dell'842/843, che tuttavia elenca i droungarios, ma è attestato da altre fonti essere attivo a Lesbo nell'843.
Il thema del Mar Egeo era un thema organizzato regolarmente, suddiviso in tourmai e banda e amministrato da una serie di ufficiali civili, militari e fiscali. Nelle aree dei Dardanelli e della Propontide, tuttavia, il droungarios e successivamente lo strategos dell'Egeo probabilmente condivideva l'autorità con il Conte del Thema Opsiciano, alla quale giurisdizione questi territori appartenevano. Il Conte degli Opsiciani probabilmente conservava l'autorità sull'amministrazione civile e sulla difesa locale, mentre il thema Egeo era responsabile esclusivamente dell'equipaggiamento delle navi e del reclutamento dei soldati da queste aree. Una procedura simile esisteva anche nel thema di Samos. Questa interpretazione è corroborata dal fatto che gli Opsiciani, e in particolare gli Slavi (Sklabesianoi) residenti nel thema Opsiciano, sono attestati servire come fanti di marina nel X secolo.
Secondo l'imperatore Costantino VII Porfirogenito (r. 913–959), all'inizio del X secolo il thema comprendeva Lesbo (la sede dello strategos), Lemno, Imbro e Tenedo, Chio (in seguito trasferita a Samo), le Sporadi e le Cicladi. Secondo Hélène Ahrweiler, le Cicladi furono probabilmente trasferite al thema dell'Egeo in occasione della dissoluzione del comando navale del Dodekanesos/Kolpos e della conseguente costituzione del thema di Samos verso la fine del IX secolo. Nel 911, le forze del thema navale dell'Egeo sono attestate essere costituite da 2 610 rematori e 400 fanti di marina.
La provincia sopravvisse fino alla fine del X secolo o agli inizi dell'XI secolo, quando cominciò ad essere progressivamente suddivisa in comandi più piccoli. Poiché le Cicladi e le Sporadi, Chios e la regione di Abido acquisirono i loro propri strategoi, il thema dell'Egeo divenne una provincia prettamente civile comprendente solo le coste della Propontide e la regione intorno a Costantinopoli. Entro il tardo XI secolo, quello che rimaneva della vecchia flotta tematica fu inglobata nella marina militare unificata a Costantinopoli, sotto il comando del megas doux. Successivamente, intorno al XII secolo, il thema dell'Egeo sembrerebbe essersi fuso con il thema Opsiciano in una singola provincia, come attestato dalla Partitio terrarum imperii Romaniae del 1204. Il thema cessò di esistere in seguito alla dissoluzione dell'Impero bizantino conseguente alla Quarta crociata del 1204.